# جاجرم (ولایت)
جاجَرم، یکی از ولایت‌های ربع نیشابور خراسان بزرگ، که شهر جاجرم، مرکز آن بوده و بخاطر قرار گرفتن در مسیر جاده نیشابور به جرجان، دارای موقعیت ارتباطی خوبی بوده است. از این ولایت عالمان و بزرگان نامداری برخاسته‌اند. ولایت جاجرم را در جغرافیای امروز به شهرستان جاجرم در استان خراسان شمالی ایران و حدی از نواحی پیرامون آن، مطابقت داده‌اند.

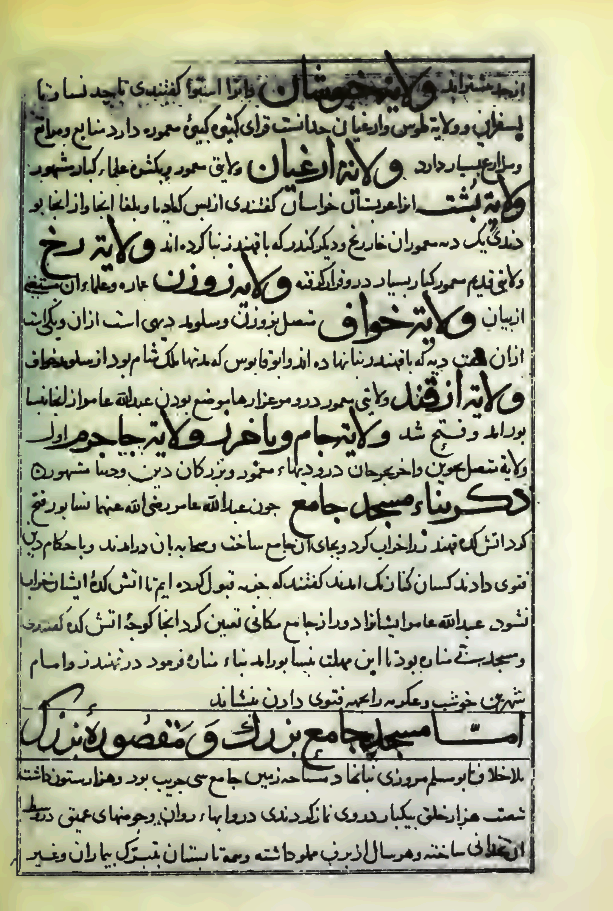
ولایت جاجرم در میان ولایت‌های ربع نیشابور خراسان بزرگ در صفحه‌ای از نسخه خطی ترجمه کتاب تاریخ نیشابور الحاکم.

## جغرافیا و حدود
جاجرم، یکی از ولایت‌های دوازده‌گانه ربع نیشابور خراسان؛ جاجرم، چنان‌که یاقوت حموی نوشته، سرزمینی است که در ناحیه میان نیشابور و جوین و جرجان قرار گرفته و از یک سو، به جوین و از سوی دیگر به جرجان می‌رسیده است. یاقوت حموی، این ولایت را دارای روستاهای بسیار، معرفی می‌کند و می‌نویسد بعضی از روستاها که بر روی کوه قرار دارند بر آزادوار، قصبه (شهر مرکزی) جوین، مشرف هستند.

### شهر جاجرم
ولایت جاجرم، دارای شهری به همین نام است که در مسیر راه جرجان قرار گرفته؛ یاقوت حموی آن را با تعبیر «شهر زیبا» یاد می‌نماید و محمد مقدسی، شهر جاجرم را شهری بزرگ با بارو و مسجد جامعی زیبا توصیف کرده است. شهر قدیمی جاجرم، در مسیر جاده کهن فلات مرکزی ایران-خراسان قرار گرفته که ظاهراً از شاخه‌های جاده ابریشم به‌شمار می‌آمد و چنان‌که در فرهنگ انجمن‌آرای ناصری آمده است ظاهراً نام نخستین آن، «جای گرم» بوده است.

## مشاهیر و بزرگان
ولایت جاجرم، در کتاب تاریخ نیشابور الحاکم، ولایتی با روستاهای آبادان و بزرگان نامدار معرفی شده که گروهی از عالمان و دانشمندان در رشته‌های مختلف علمی به این ولایت منسوبند. در معجم‌البلدان، از ابوالقاسم عبدالعزیز بن عمر بن محمد جاجرمی (محدث؛ متوفی ۴۴۰ هجری)، ابراهیم بن محمد بن احمد بن اسماعیل بن ابواسحاق جاجرمی (فقیه و ساکن نیشابور) در شمار نامداران این ولایت یاد کرده است.

## پانوشت‌ها
1. 1 2 3  ابوعبدالله حاکم نیشابوری (۱۳۷۵)، تاریخ نیشابور، ترجمهٔ محمد بن حسین خلیفه نیشابوری، با مقدمه و تصحیح و تعلیقات محمدرضا شفیعی کدکنی، تهران: آگه، ص. ص ۲۱۷
2. ↑  ابوعبدالله محمد بن احمد مقدسی (۱۳۶۱)، احسن التقاسیم فی معرفة الاقالیم، ترجمهٔ علینقی منزوی، تهران: شرکت مؤلفان و مترجمان ایران، ص. ج۲، ص۴۶۵
3. 1 2 3 4  شهاب‌الدین ابی عبدالله یاقوت حموی (۱۹۷۷)، معجم‌البلدان، بیروت: دارصادر، ص. ج۲، ص۹۲
4. ↑  ابوعبدالله حاکم نیشابوری (۱۳۷۵)، تاریخ نیشابور، ترجمهٔ محمد بن حسین خلیفه نیشابوری، با مقدمه و تصحیح و تعلیقات محمدرضا شفیعی کدکنی، تهران: آگه، ص. ص ۲۸۹
5. ↑  حدود العالم من المشرق الی المغرب، ترجمهٔ تحقیق یوسف الهادی، قاهره: دارالثقافیه، ۱۹۹۹، ص. ص۱۱۵
6. ↑  ابوعبدالله محمد بن احمد مقدسی (۱۳۶۱)، احسن التقاسیم فی معرفة الاقالیم، ترجمهٔ علینقی منزوی، تهران: شرکت مؤلفان و مترجمان ایران، ص. ج۲، ص۴۶۶
7. ↑  رضاقلی بن محمدهادی هدایت (بی‌تا)، فرهنگ انجمن آرای ناصری، چاپ افست از روی چاپ سنگی تهران ۱۲۸۸هـ، ص. ص۲۹۰ تاریخ وارد شده در |سال= را بررسی کنید (کمک)

## فهرست منابع
- «احسن‌التقاسیم فی معرفةالاقالیم»، تألیف ابوعبدالله محمد بن احمد مقدسی، ترجمه علینقی منزوی، تهران: شرکت مؤلفان و مترجمان ایران، ۱۳۶۱.
- «تاریخ نیشابور»، ابوعبدالله حاکم نیشابوری، ترجمه محمد بن حسین خلیفه نیشابوری، با مقدمه و تصحیح و تعلیقات محمدرضا شفیعی کدکنی، تهران: آگه، ۱۳۷۵.
- «حدود العالم من المشرق الی المغرب»، تحقیق یوسف الهادی، قاهره: دارالثقافیه، ۱۹۹۹م.
- «معجم‌البلدان»، شهاب‌الدین ابی‌عبدالله یاقوت بن عبدالله الحموی الرومی البغدادی، بیروت: دار صادر، ۱۹۷۷م.
- «فرهنگ انجمن آرای ناصری»، رضاقلی بن محمدهادی هدایت، چاپ سنگی تهران ۱۲۸۸، چاپ افست تهران، بی تا.